# ザーラ・ワーゲンクネヒト同盟

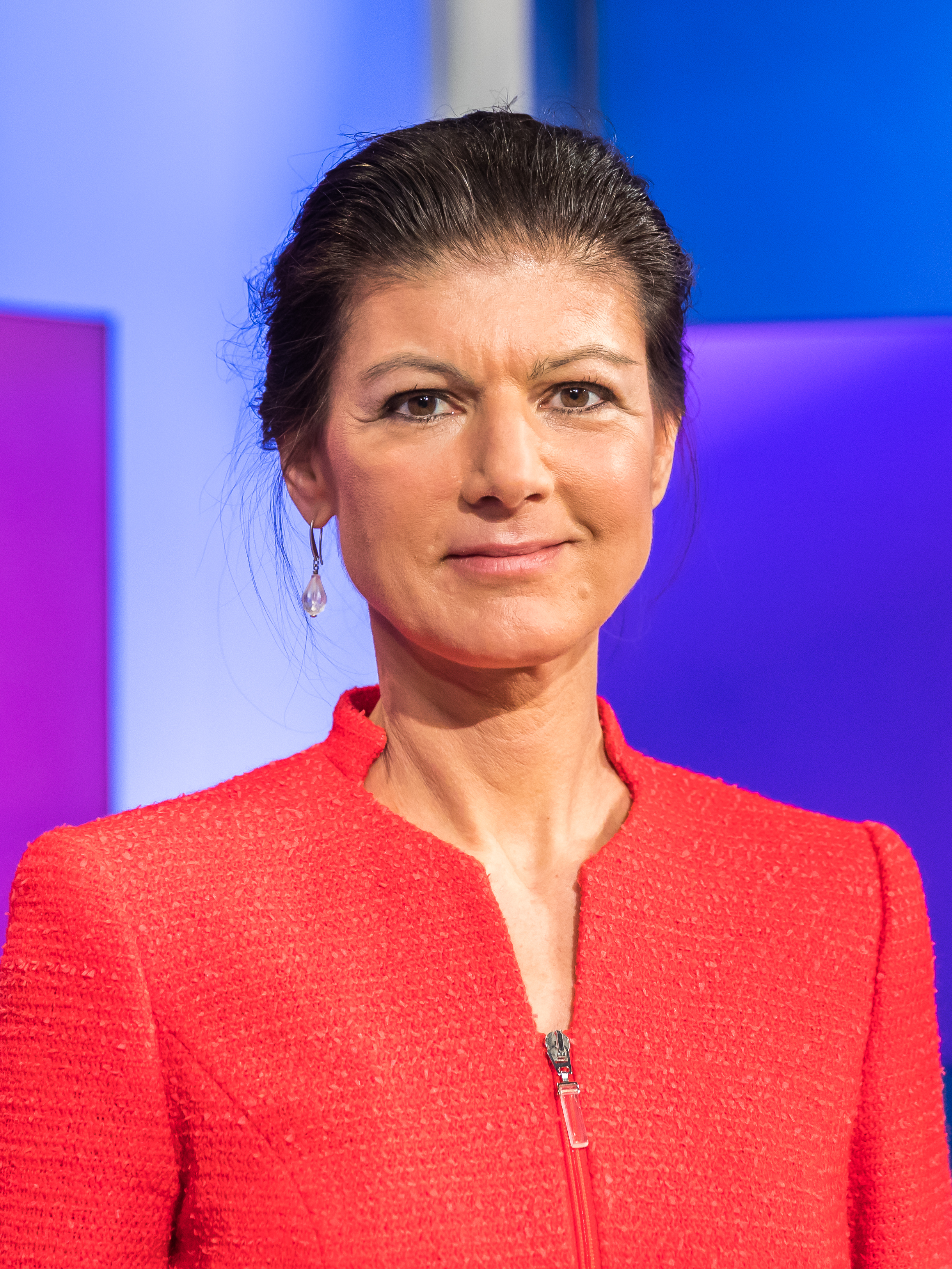
ザーラ・ヴァーゲンクネヒト

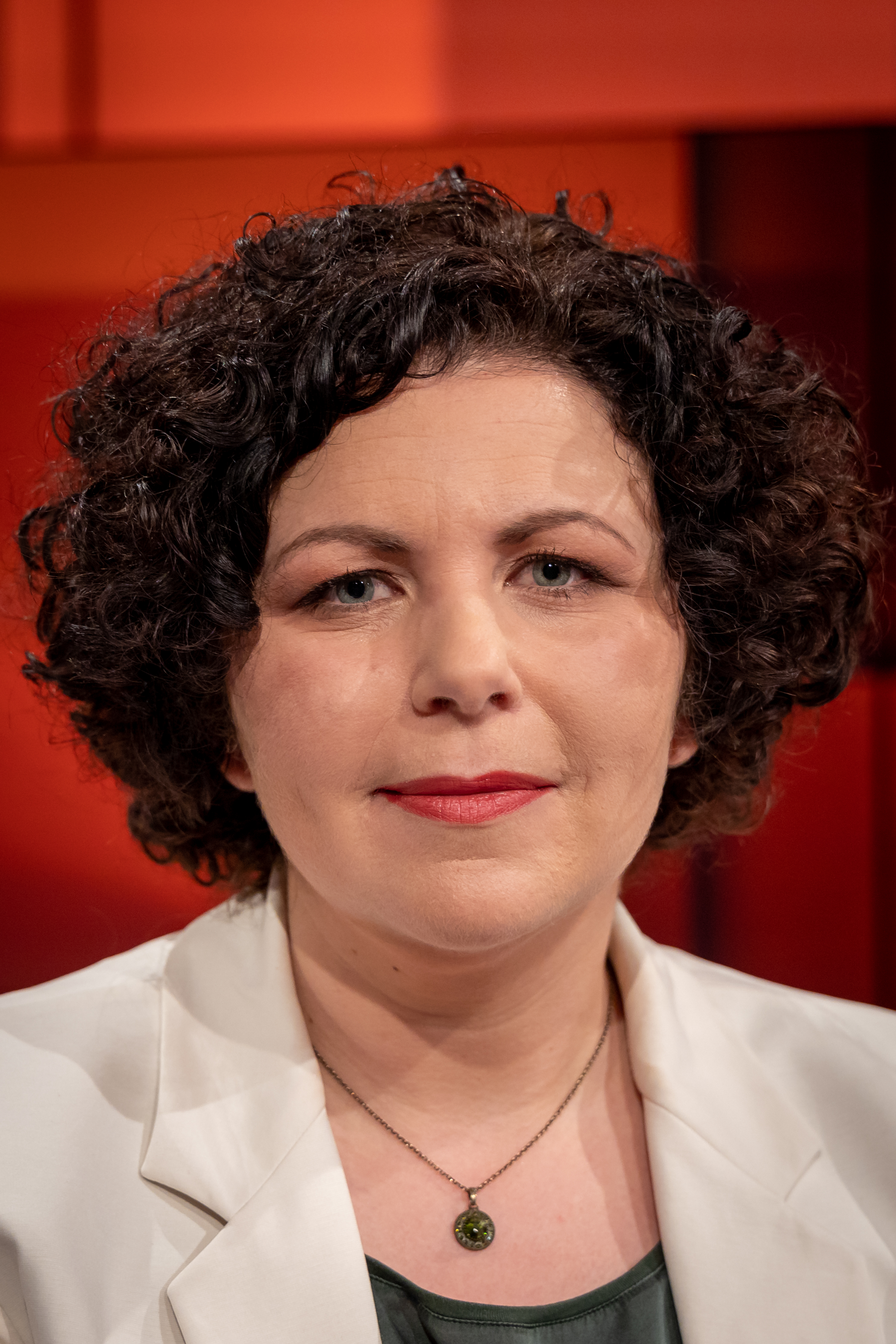
アミラ・モハメド・アリ

ザーラ・ワーゲンクネヒト同盟（ザーラ・ワーゲンクネヒトどうめい、独語・英語: Bündnis Sahra Wagenknecht、略称:  BSW）は、2024年1月に設立されたドイツの政党。正式名称は、ザーラ・ヴァーゲンクネヒト同盟＝理性と公正のために（独語：Bündnis Sahra Wagenknecht – Vernunft und Gerechtigkeit）。
ドイツ連邦議会議員であると同時に、テレビ討論会への積極的出演や出版活動によって、ドイツ社会で知名度のあるザーラ・ヴァーゲンクネヒトの名前を前面に出した新党である。ヴァーゲンクネヒトは2023年10月に左翼党（Die Linke）を離党しており、彼女以外の新党設立メンバーの大半も、かつて左翼党に属していた。多くのマスコミはこの新党を左派ポピュリズム政党と見なしている。2024年1月27日に結党大会を開いた。

## 歴史

### 設立と政治活動の目的
2023年9月26日、社団法人として、「ザーラ・ヴァーゲンクネヒト同盟＝理性と公正のために」が、カールスルーエを法人所在地としてマンハイム区裁判所登記簿に記載された。社団法人としての政党定款作成日は2023年10月7日である。
定款記載文によると、多くの人間が政治に対する信頼を失い、既成政党以外を支持したいという状況に至っている。これらの無党派層から支持される政党になることが、ザーラ・ヴァーゲンクネヒト同盟の目的である。同時に、この新党はドイツにおける政治的意思形成に国民と共に協力していく。ザーラ・ヴァーゲンクネヒト同盟の目標と一致するならば、既成政党や他の新党とも協力することも否定していない。
2023年10月23日、左翼党連邦議会議員団長だった過去を持つアミラ・モハメド・アリ、ドイツ連邦議会議員ザーラ・ヴァーゲンクネヒト、クリスティアン・レイエ、ボン出身の政治家ルーカス・シェーン、カールスルーエのIT企業経営者ラルフ・ズイカートらによって、新党「ザーラ・ヴァーゲンクネヒト同盟＝理性と公正のために」がドイツプレスクラブで披露された。これらの人物たちが新党指導部を形成することになる。同時に、ヴァーゲンクネヒトとドイツ連邦議会議員9人が左翼党から離党した。加えて、この場で、2024年欧州議会議員選挙に出馬する候補者がいることが告知された。さらに、2024年におこなわれる旧東独地区のブランデンブルク州、ザクセン州、テューリンゲン州議会選挙での候補者擁立も明らかにされた。
新党設立に向けて、ヴァーゲンクネヒトは活発に動いた。党創立メンバーに、オスカー・ラフォンテーヌによって率いられていたザールラント州政府スポークスマンだったヨッヘン・フラックスを加えた。さらに、デュッセルドルフ行政管区フィーアゼンの左翼党広報担当だったヨナス・ヴァン・ヘルデン、ボンの左翼党広報担当だったアメリ・ガブリエルも加えられた。
共同党首モハメド・アリと同じ左翼党オルデンブルク郡支部に属していたヨナス・ヘプケンも創立メンバーに加わった 。これらのグループメンバーが新党創立を準備していくことになった。以前、同様な政治集団の創立と運営に失敗した経験があるため、今回、ヴァーゲンクネヒトとその同志たちは以前のような失敗を避けようとした。そのため、党創立時に多くの党員を無理に集めようとはしなかった 。残念ながらしばしば、山師、ナルシスト、過激論者を若い政党は引き付けてしまうので、党創立の前段階で、政治的不適格者たちを入党させてはいけないとヴァーゲンクネヒトは強調した。

### 党創立
2024年 1月8日、ベルリンにおいて、44人の党員によって、この党は創立された。この新党のフルネームは「ザーラ・ヴァーゲンクネヒト同盟＝理性と公正のために」であり、略称はBSWである。創立党大会は2024年1月27日にベルリンで開催された。ヴァーゲンクネヒトとモハメド・アリがこの党の共同党首になった。
党の人的構成に関して、2024年に予定されている各種選挙に挑むために、2024年1月の第1週だけで、450人を党員として受け入れた。

### 党綱領
党創立に際して、ヴァーゲンクネヒトは2025年ドイツ連邦議会選挙までに党綱領を完成させた上に、この選挙後に党名称のあり方を検討し、彼女の名前であるザーラ・ヴァーゲンクネヒトを党名称から外す必要があると明言した。2024年6月6日から6月9日にかけて実施される2024年欧州議会議員選挙に関する党の基本政策大綱は2024年1月末までに発表される予定である。

### 党所属議員
「ザーラ・ヴァーゲンクネヒト同盟＝理性と公正のために」(BSW)所属議員たちはドイツ連邦議会に一つの議会内会派として政治活動をすることを希望し、ドイツ連邦議会議長に会派登録を申請した。2023年12月11日に連邦議会内でのヴァーゲンクネヒト会派立ち上げに際して、ヴァーゲンクネヒトが議員団代表、クラウス・エルンスト議員が議員団副代表、ジェシカ・タッティが議員団事務担当として選出された。
地方議会議員として、アレクサンダー・キングベルリン市議会議員とメティン・カヤハンブルク市議会議員、アンドレアス・ハルテンフェルスラインラント＝プファルツ州議会議員がいる。

### 州組織
2024年2月24日、最初の地方州組織が旧東独地域のザクセン州に設立された。同年3月15日には2番目の地方州組織が同じ旧東独地域のテューリンゲン州で結成された 。
| 州支部         | 州支部代表                                  | 設立日        |
| -------------- | ------------------------------------------- | ------------- |
| ザクセン       | ザビーネ・ツィンマーマン イェルク・シャイベ | 2024年2月24日 |
| テューリンゲン | カーチャ・ヴォルフ ステフェン・シュッツ     | 2024年3月15日 |

## 選挙
「ザーラ・ヴァーゲンクネヒト同盟＝理性と公正のために」(BSW)における最初の選挙は、2024年5月のテューリンゲン州地方自治体選挙であった。4つの郡と郡議会で議席を党は獲得し、ゾンネベルク郡で7.6％、ゴータ郡では12.4％の支持票を得た。テューリンゲン州ノルトハウゼン郡ブライヒャーオーデでの市長選挙第1回投票で59.6％を獲得した。9月の州議会選挙ではテューリンゲン州で15.8％、ザクセン州では11.8％の支持票を獲得した。しかし、結党後はじめて臨んだ2025年2月23日の連邦議会選挙では得票率が4.98％と阻止条項の5％にわずかに届かず、議席獲得はならなかった。その一方で古巣の左翼党は得票率が8.77％、64議席（前回比36議席増）を獲得し躍進した。